# Carl von Lorck
Carl Emil Ludwig von Lorck (* 29. August 1892 in Schleswig; † 6. Juni 1975 in München) war ein deutscher Jurist, der als Kunsthistoriker und Schriftsteller hervortrat.

## Leben und Wirken
Er war ein Sohn des Emmery von Lorck, zuletzt kgl. preuß. Major, und der Helene Boie, 1875 adoptierte von Rumohr, Ziehtochter des Gutsbesitzers Willibald von Rumohr auf Groß Steinrade und der Marie Oxen. Carl von Lorck hatte mehrere Geschwister. 
Nach dem Studium der Rechtswissenschaften und der Promotion wurde Carl von Lorck Rechtsanwalt am Oberlandesgericht in Königsberg (Preußen). Nach 1945 war Lorck u. a. Senatspräsident beim Oberlandesgericht in Schleswig, später Senatspräsident beim Deutschen Patentamt und (ab 1955) Richter am Obersten Rückerstattungsgericht in Herford. Zum 31. August 1959 trat er in den Ruhestand. Seine letzten Jahre verlebte er in München.
In der kunstgeschichtlichen Forschung wurde Lorck durch die Wiederentdeckung bedeutender Gemälde von Caspar David Friedrich bekannt. Bei der Inspektion von Unterkünften für Kriegsflüchtlinge in Mecklenburg identifizierte er im Speisesaal des Schlosses Basedow mehrere Bilder des großen Romantikers. Dabei handelt es sich um die Gemälde Felsenriff am Meeresstrand, Fischer am Ostseestrand, Sonnenblick im Riesengebirge, Einsames Haus im Kiefernwald und Hochgebirgsgipfel mit treibenden Wolken. Lorck hatte sich in seinen kunstgeschichtlichen Studien mit Caspar David Friedrich befasst und bereits 1939 einen Bildband publiziert.
Nach kunstgeschichtlichen Studien im In- und Ausland schrieb von Lorck zahlreiche kunstgeschichtliche Abhandlungen. Von besonderer Bedeutung ist sein Werk über die ostpreußischen Gutshäuser, die er noch vor den Zerstörungen des Zweiten Weltkriegs und der Nachkriegszeit selbst in Augenschein nehmen konnte. Er war seit 1962 Mitglied der Historischen Kommission für ost- und westpreußische Landesforschung.
Nach einem Manuskript seiner Frau Anni geb. Freiin von Schrötter (1890–1963) veröffentlichte er unter dem Pseudonym Klaus Klootboom-Klootweitschen die Schwanksammlungen Der Carol (1964) und Der neue Carol (1968). Das reale Vorbild für die titelgebende Hauptfigur Carol Graf Sassenburg war der unkonventionelle Graf Carol Meinhard von Lehndorff (1870–1936), ein Onkel seiner Frau und der vorletzte Lehndorff auf Schloss Steinort.

## Werke
- Herrenhäuser Ostpreußens. Bauart und Kulturgehalt. Gräfe und Unzer, Königsberg 1933 (Die Deutschen Herrenhäuser, Bd. 1).

Erweiterte Neuauflagen:
2. Auflage unter dem Titel: Ostpreußische Gutshäuser. Bauform und Kulturgehalt. Holzner, Kitzingen/Main 1953
3. Auflage unter dem Titel: Landschlösser und Gutshäuser in Ost- und Westpreußen. Weidlich, Frankfurt/Main 1965 (4. Auflage 1972, 5. Auflage Flechsig, Würzburg 1992)
- Groß Steinort. Der Bauvorgang eines Barockschlosses im deutschen Osten. Pillkallen 1937.
- Neue Forschungen über die Landschlösser und Gutshäuser in Ost- und Westpreußen. Weidlich, Frankfurt/Main 1969 (Schriften des Norddeutschen Kulturwerks)
- Kastelle, Paläste und Villen in Italien. Weidlich, Frankfurt/Main 1961
- Burgen, Schlösser und Gärten in Frankreich. Weidlich, Frankfurt/Main 1962
- Dome, Kirchen und Klöster in Ost- und Westpreußen. Weidlich, Frankfurt/Main 1963
- Klaus Klootboom-Klootweitschen: Der Carol. Ein halbes Schock schockierender Schwänke aus dem Leben des ostpreußischen Grafen Carol Sassenburg, gesammelt aus dem Munde der Kinderfrauen, Großmütter, Bauern, Kutscher, Förster, Garnführer, Kellner und Wirtinnen. Gräfe und Unzer, München 1964.
- Klaus Klootboom-Klootweitschen: Der neue Carol. Ein neues Halbschock unbekannter Schwänke aus dem Leben des ostpreußischen Grafen Carol Sassenburg. Gesammelt aus dem Munde der Großmütter, Bauern, Kutscher, Förster, Gestütswärter, Karawanenführer, China-Kulis, Kellner und Wirtinnen. Weidlich, Frankfurt/Main 1968.
- Europa privat. Weidlich, Frankfurt/Main 1967

### Als Herausgeber
- Die Schröttersche Chronik aus Wohnsdorf. Herausgegeben von Carl von Lorck unter Mitwirkung von Johann Georg von Rappard. Limburg/Lahn 1969.
- Venedig Briefe Berichte und Bilder aus Vier Jahrhunderten. Herausgegeben von Carl von Lorck. Wolfgang Jess Verlag, Dresden, 1938.